# Riccardo Cuor di Leone (film 1923)
Riccardo Cuor di Leone (Richard the Lion-Hearted) è un film muto del 1923 diretto da Chester Withey (con il nome Chet Withey).
Tratto da The Talisman, romanzo di Sir Walter Scott pubblicato nel 1825 in Tales of the Crusades, è la continuazione di Robin Hood, film che aveva avuto come interprete Douglas Fairbanks. Wallace Beery torna ancora una volta ricoprendo il ruolo di Riccardo Cuor di Leone.

## Trama
In Palestina, Riccardo Cuor di Leone insieme alla regina Berangaria, i cavalieri, le dame della sua corte, muove, alla testa del suo esercito, alla conquista dei luoghi santi affrontando i saraceni di Saladino.

## Produzione
La pre-produzione del film - che fu prodotto dall'Allied Producers e Associated Authors - iniziò diversi mesi prima delle riprese, con ricerche sui costumi, sulle architetture e sul periodo storico in cui si svolge la vicenda narrata nel libro di Walter Scott. Consulente alla ricerche storiche fu delegato Arthur Woods, che aveva già partecipato con lo stesso ruolo al film Robin Hood. La lavorazione di quello che doveva chiamarsi The Talisman, come il romanzo, iniziò ai primi di aprile 1923 negli studios Thomas H. Ince, nella California del Sud. Il produttore Frank E. Woods (che firmò anche la sceneggiatura) aveva creato una società per la produzione del film di cui facevano parte, oltre a lui, Elmer Harris e Thompson Buchanan. Dopo una settimana di riprese, fu annunciato che il nuovo titolo del film sarebbe stato Richard, the Lion-Hearted. Diverse riviste dell'epoca definirono il film un sequel di Robin Hood, anche a causa del fatto che in entrambe le pellicole il ruolo di re Riccardo era interpretato da Wallace Beery.

## Distribuzione
Il copyright del film, richiesto dalla Associated Authors, fu registrato il 3 ottobre 1923 con il numero LP19468.
Distribuito dall'Allied Producers & Distributors Corporation, il film uscì nelle sale cinematografiche statunitensi il 15 ottobre 1923, in quelle italiane nel 1924.
Copia della pellicola viene conservata a Bois d'Arcy, negli Archives du Film du CNC.